# Großsteingrab Solevadgård
Das Großsteingrab Solevadgård ist eine megalithische Grabanlage der jungsteinzeitlichen Nordgruppe der Trichterbecherkultur im Kirchspiel Lynge in der dänischen Kommune Allerød.

## Lage
Das Grab liegt nordnordöstlich von Lynge und östlich des Kollerødvej auf einem Feld. In der näheren Umgebung gibt bzw. gab es zahlreiche weitere megalithische Grabanlagen.

## Forschungsgeschichte
In den Jahren 1890 und 1942 führten Mitarbeiter des Dänischen Nationalmuseums Dokumentationen der Fundstelle durch. Weitere Dokumentationen erfolgten 1989 und 1990 durch Mitarbeiter der Forst- und Naturbehörde.

## Beschreibung

### Architektur
Die Anlage besitzt eine runde Hügelschüttung, über deren Größe leicht unterschiedliche Angaben vorliegen. Der Bericht von 1890 nennt einen Durchmesser von etwa 12,5 m. Die Berichte von 1989 geben den Durchmesser mit 9 m bzw. 10 m und die Höhe mit 1,5 m an. Von der Umfassung waren 1890 noch 8–10 Steine vorhanden; sie werden in jüngeren Berichten nicht mehr erwähnt und scheinen mittlerweile vollständig entfernt worden zu sein. In einer Absenkung auf der Hügelspitze sind einige größere Steine zu erkennen, die zur Grabkammer gehören könnten. Über Form und Typ der Kammer liegen keine Angaben vor.

### Funde
Im 19. Jahrhundert wurden beim Pflügen am Grab ein Feuerstein-Dolch und ein Steinhammer gefunden.